# Acourtia umbratalis
Acourtia umbratalis là một loài thực vật có hoa trong họ Cúc. Loài này được (B.L.Rob. & Greenm.) B.L.Turner mô tả khoa học đầu tiên năm 1978.